# NGC 4730
NGC 4730 (другие обозначения — ESO 323-17, MCG -7-27-3, DRCG 56-54, DCL 320, PGC 43611) — галактика в созвездии Центавра.
Распределение поверхностной яркости в зависимости от радиуса в этой галактике описывается экспоненциальным законом, но во внутренней части и во внешней наблюдается разный экспоненциальный масштаб. Галактика видна практически плашмя, а изофоты в центре имеют форму, близкую к круговой, но в области дальше 15 секунд дуги от центра принимают эллиптичность около 0,15.
Этот объект входит в число перечисленных в оригинальной редакции «Нового общего каталога».